# Araneus albotriangulus
Araneus albotriangulus là một loài nhện trong họ Araneidae.
Loài này thuộc chi Araneus. Araneus albotriangulus được Eugen von Keyserling miêu tả năm 1887.

## Hình ảnh

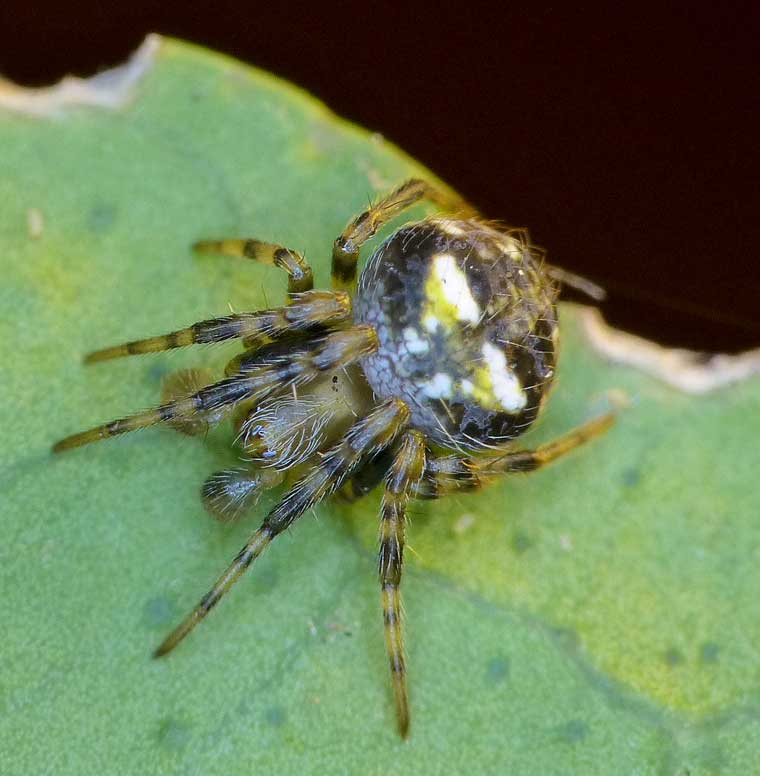